# Aleksander Ivánka
Aleksander Konstanty Ivánka (ur. 4 października 1904 w Nitrze, zm. 28 października 1976 w Warszawie) – węgiersko-polski ekonomista i publicysta.

## Życiorys
Urodził się w rodzinie Aleksandra, majora wojsk węgierskich, i Polki Heleny z Antoniewiczów, nauczycielki rysunków i języka niemieckiego. W 1905 roku jego rodzice rozwiedli się i matka wraz z synem wróciła do kraju. Mieszkając od 1913 roku w Warszawie, uczył się przez dwa lata we wstępnej i pierwszej klasie Gimnazjum im. Mikołaja Reja. Po wybuchu I wojny światowej w 1915 roku przeniósł się z matką do Kijowa, gdzie uczył się w Gimnazjum Centralnego Komitetu Obywatelskiego. W sierpniu 1918 roku wraz z rodziną wrócił do Warszawy, gdzie kontynuował naukę w gimnazjum filologicznym Rady Głównej Opiekuńczej, kierowanym przez Kazimierza Kulwiecia. Był członkiem uczniowskich organizacji samopomocowych i harcerstwa. Po wybuchu wojny polsko-bolszewickiej, będąc jeszcze nieletnim, pracował w Straży Obywatelskiej. Po zdaniu w maju 1922 roku matury rozpoczął studia w Wyższej Szkole Handlowej (WSH). W czasie studiów działał w Bratniej Pomocy oraz należał do Organizacji Młodzieży Narodowej Szkół Wyższych (od 1923 roku) i do tajnego Związku Młodzieży Polskiej „Zet”. W 1926 roku uzyskał dyplom zawodowy (ale dyplom magistra nauk ekonomicznych uzyskał dopiero w 1946 roku na podstawie pracy Zagadnienie kredytu w Niemczech podczas wojny 1914–1918).
W latach 1925–1933 pracował jako asystent w Katedrze Ekonomii Politycznej WSH. W latach 1927–1929 dodatkowo pracował jako referent w Wydziale Polityki Finansowo-Gospodarczej Ministerstwa Skarbu, współpracując m.in. z jego przełożonym Stefanem Starzyńskim. W ciągu tych 2 lat awansował w Ministerstwie, zajmując stanowiska: kierownika Wydziału Podatków i Finansów Samorządowych w Departamencie Podatków i Opłat, kierownika Wydziału Budżetów Związków Prawno-Publicznych i naczelnika Wydziału Polityki Budżetowej. W latach 1929–1931 pracował w Głównym Urzędzie Statystycznym początkowo jako referent, później na stanowisku naczelnika Wydziału Statystyki Handlu Zagranicznego i Komunikacji. W 1931 roku został powołany w skład Komitetu Redakcyjnego, który kierował działalnością wydawniczą GUS i współpracował przy wydawaniu Małego Rocznika Statystycznego. W tym samym roku został jednym z założycieli dwutygodnika „Gospodarka Narodowa” i wszedł w skład jego Komitetu Redakcyjnego.
Należał również do wielu społecznych organizacji patriotycznych, m.in. do piłsudczykowskich: Zakonu Dobra i Honoru Polski oraz tajnego Związku Patriotycznego (od 1937 roku).
Zrzekł się obywatelstwa węgierskiego i uzyskawszy obywatelstwo polskie odbył w roku 1933/1934 służbę wojskową. Po powrocie z wojska powrócił do Ministerstwa Skarbu na stanowisko naczelnika Wydziału Polityki Budżetowej. Ponadto, w latach 1935–1938 był członkiem Rady Nadzorczej Polskiego Radia podczas pełnienia funkcji dyrektora przez brata Stefana Starzyńskiego, Romana. 1 sierpnia 1939 roku objął stanowisko dyrektora finansowego Zarządu Miejskiego m.st. Warszawy.
Podczas oblężenia Warszawy we wrześniu 1939 roku pełnił funkcję szefa finansowego przy Komisarzu Cywilnym Dowództwa Obrony Warszawy. Stale współpracował ze Stefanem Starzyńskim, aż do jego aresztowania 27 października 1939 roku. Później był dyrektorem finansowym Zarządu Miejskiego. We wrześniu 1943 roku z inicjatywy ówczesnego polskiego burmistrza m. Warszawy Juliana Kulskiego objął stanowisko naczelnego dyrektora Komunalnej Kasy Oszczędności m. Warszawy. Na tym stanowisku pracował do powstania warszawskiego. Po powstaniu został wywieziony do Niemiec, skąd uciekł.
Od lutego 1945 roku do października 1949 roku pracował na stanowisku dyrektora Departamentu Budżetowego w Ministerstwie Skarbu. Następnie pracował jako dyrektor finansowy, a później główny księgowy Centrali Mięsnej. W 1953 roku objął funkcję starszego księgowego w Hurtowni Spożywczej nr 1 w Warszawie, a w lipcu 1956 roku objął stanowisko pracownika inżynieryjno-technicznego w Instytucie Ekonomiki i Organizacji Przemysłu. Od 1958 roku pracował na stanowisku dyrektora Departamentu Budżetu Państwa i Finansów Najwyższej Izby Kontroli. W NIK pracował do momentu przejścia na emeryturę w 1970 roku.
9 lutego 1933 roku ożenił się z Wandą Prażmowską. Nie mieli dzieci.
Zmarł w Warszawie, pochowany na cmentarzu Powązkowskim w Warszawie (kwatera 150-4-7).

## Niektóre publikacje
- Ivánka A., Zagadnienia kredytu w Niemczech podczas wojny 1914–1918, Warszawa 1928.
- Ivánka A., Zagadnienia polityki gospodarczej państwa wobec karteli i trustów, [w:] Zagadnienia gospodarcze Polski współczesnej, Warszawa 1928, s. 98–127.
- Ivánka A., Statystyka handlu wewnętrznego w Polsce, „Kwartalnik Statystyczny” 1930, t. 7, z. 4, s. 1564–1576.
- Ivánka A., Statystyka handlu wewnętrznego w Polsce, Warszawa 1930.
- Ivánka A., Problemy strukturalne i konjunkturalne, „Gospodarka Narodowa” 1931, nr 2.
- Ivánka A., Zagadnienia kartelizacji w Polsce, w: Pięć lat na froncie gospodarczym, t. II, Warszawa 1931, s. 364–384.
- Ivánka A., Preliminarz budżetowy na r. 1947, „Gospodarka Planowa” 1947, nr 8, s. 298–304.
- Ivánka A., Finanse publiczne, Warszawa 1950.
- Ivánka A., Porządkowanie dokumentacji, „Rachunkowość” 1954, nr 12, s. 528–532.
- Ivánka A., Uwagi w związku z kredytowaniem na obrót przedsiębiorstw handlowych, „Finanse” 1954, nr 2, s. 68–76.
- Ivánka A., Bałamutność sprawozdawczości finansowej, jej charakter i przyczyny żywotności, „Biuletyn Zakładu Rachunkowości IEiOP” 1956, nr 5, s. 11–30.
- Ivánka A., Klasyfikacja kosztów w handlu uspołecznionym a jej przydatność do analizy ekonomicznej, „Handel Wewnętrzny” 1956, nr 4, s. 14–24.
- Ivánka A., O większą samodzielność i rentowność przedsiębiorstw (charakterystyka akcji w miesiącu wrześniu 1956 r.), „Biuletyn Zakładu Rachunkowości IEiOP” 1956, nr 4, s. 4–20.
- Ivánka A., Zeszyt specjalny w sprawie obiegu dokumentów, „Przepisy Wewnętrzne Centralnego Zarządu Hurtu Spożywczego” 1956, nr 6, s. 1–175.
- Ivánka A., Czasopisma zagraniczne dotyczące rachunkowości znajdujące się w polskich bibliotekach, „Biuletyn Zakładu Rachunkowości IEiOP” 1957, nr 7, s. 8–29.
- Ivánka A., Współczesne teorie burżuazyjne pieniądza, Warszawa 1957, s. 40.
- Ivánka A., Zagadnienie prezentacji bilansu z punktu widzenia potrzeb przedsiębiorstwa, „Wiadomości Narodowego Banku Polskiego” 1957, nr 1, s. 8–29.
- Ivánka A., Analiza rezerw robotniczych, „Ekonomika i Organizacja Pracy”, 1958, nr 5, s. 205–213.
- Ivánka A., Finanse gospodarki uspołecznionej, wyd. I, Warszawa 1958, wyd. II, Warszawa 1960.
- Ivánka A., O założeniach rozwoju handlu Stolicy w latach 1959–1965, „Handel Wewnętrzny” 1960, nr 1, s. 82–93.
- Ivánka A., Finanse i polityka finansowa państw kapitalistycznych, Warszawa 1961.
- Ivánka A., Nadal aktualne sprawy kontroli, analizy i rewizji, „Rachunkowość” 1961, nr 5, s. 177–183.
- Ivánka A., Rola teorii finansów w polityce finansowej współczesnego kapitalizmu, „Finanse” 1961, nr 5, s. 27–33.
- Ivánka A., Koszt poprawy o 1% zaspokojenia potrzeb komunalnych, Warszawa 1963.
- Ivánka A., Wdrażanie wyników kontroli, „Kontrola Państwowa” 1964, z. 1, s. 1–8.
- Ivánka A., Wspomnienia skarbowca, Warszawa 1964.
- Ivánka A., Kontrola finansowa w państwach socjalistycznych, Warszawa 1966.
- Ivánka A., Profesor Wacław Fabierkiewicz (1891–1967), „Ekonomista” 1968, nr 3, s. 569–571.
- Ivánka A., Rektor Bronisław Miklaszewski. Warszawskie wspomnienia, „Stolica” 1971, nr 48, s. 16.
- Ivánka A., „Nasz Grodek”. Warszawskie wspomnienia, „Stolica” 1975, nr 21, s. 16.
- Ivánka A., Żołnierz Dobra i Honoru Polski, [w:] Wspomnienia o Stefanie Starzyńskim, oprac. M.M. Drozdowski, Warszawa 1982, s. 80–85[1].

## Ordery i odznaczenia
- Krzyż Kawalerski Orderu Odrodzenia Polski
- Złoty Krzyż Zasługi (dwukrotnie: po raz drugi 22 lipca 1947[7])
- Medal Zwycięstwa i Wolności 1945
- Odznaka honorowa „Za Zasługi dla Warszawy”
- Złota Odznaka PTE[1]